# Andries Botha
Andries Johannes Botha, né le 22 septembre 1952 à Durban en Afrique du Sud, est un sculpteur sud-africain, dont la vie et l’œuvre témoignent d'un engagement total à l'avènement concret du projet de construction d'un pays « Arc en ciel » (comme l'a proposé Desmond Tutu).
Andries Botha a commencé à réaliser des sculptures en 1971 alors qu'il était étudiant à Pietermaritzburg, à l'université du Natal, et a exposé ses œuvres pour la première fois en 1974.
Diplômé en art appliqué de l'université du Natal, il enseigne à Durban à partir de 1978 et depuis 1982 à la Durban University of Technology.

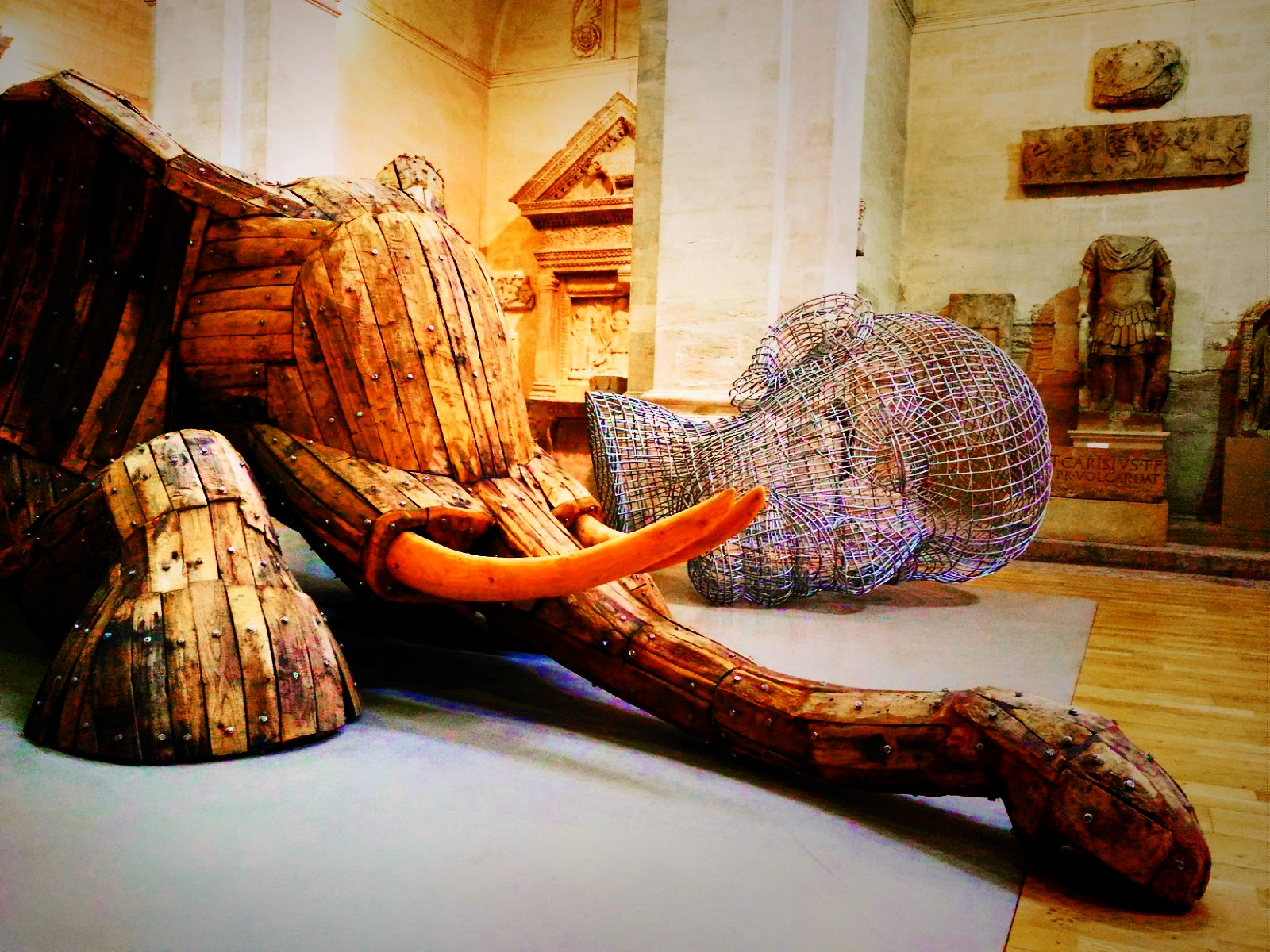
Wounded Elephant au musée lapidaire d'Avignon

Ses importantes sculptures au style tourmenté expriment puissance et vulnérabilité et sont inspirées par une vision humaniste incarnée dans la confrontation de l'art au risque de l'histoire et à l'urgence de l'enjeu environnemental.
Ses œuvres lui permettent d'exprimer une citoyenneté culturelle enracinée dans la réalité sociale et politique sud-africaine, tout en étant une expression majeure des problématiques mondiales explorées par l'art contemporain, avec des créations marquées par une forte conscience spirituelle, et réalisées à partir de matériaux traditionnels africains, de bronze et plus largement sans exclusive toute une  palette de matériaux et de technologies contemporains.
Ses œuvres sont exposées à travers le monde lui permettant d'acquérir une notoriété internationale croissante dans le domaine des arts sculptés.
Sa réflexion, depuis le début des années 2000, l'amène à questionner par son art la responsabilité des sociétés humaines dans leur rapport avec les autres habitants et éléments d'une planète en danger.